# Хари Търтълдоув
Хари Норман Търтълдоув (на английски: Harry Norman Turtledove) e американски историк и плодовит писател, автор на исторически романи, фентъзи и научна фантастика. Най-популярен и известен обаче е с творбите си от жанра алтернативна история.

## Биография
Роден е в Лос Анджелис, Калифорния в семейство на евреи. След отпадане през първата си година в Калифорнийския технологичен институт, той постъпва в Университета на Лос Анджелис, Калифорния, където получава докторат по византийска история през 1977 г. Дисертацията му е озаглавена „Непосредствените наследници на Юстиниан: изследване на персийския проблем и на континуитета и промените във вътрешните граждански работи на късната Римска империя през управленията на Юстин II и на Тиберий II Константин (565 – 582 гг.)“
През 1979 г. Търтълдоув публикува първите си два романа – „Wereblood“ и „Werenight“ – под псевдонима Ерик Г. Иверсон. По-късно той разказва, че редакторът му в „Белмонт Тауър“ смятал, че хората няма да повярват, че това е истинската му фамилия, и се наложило да измислят нещо по-нордическо (от английски: Turtledove – turtle означава „костенурка“, а dove – „гълъб“, което се превежда примерно като „Костенурко-Гълъбов“). Той продължава да използва псевдонима Иверсон до 1985 г., когато публикува „Herbig-Hago“ и „And So To Bed“ под истинското си име. Друг негов ранен псевдоним е Марк Гордиън. От известно време насам публикува исторически романи под псевдонима Х. Н. Търтълтауб („тауб“ означава на немски език „гълъб“). Публикувал е три романа и под псевдонима Дан Черненко.
В края на 1970-те и началото на 1980-те Търтълдоув работи като технически автор за образователния отдел на лосанджелиската община. През 1991 г. напуска отдела и се отдава изцяло на писането. През 1986 – 1987 г. той е ковчежник на Science Fiction Writers of America.
Женен е за писателката на научна фантастика и литература на мистериозното Лаура Франкос, сестра на фентъзи-писателя Стивън Франкос.
Печелил е, или е номиниран за следните награди:
- 1990 г. – печели наградата „Омир“ за разказ, за „Designating Hitter“
- 1993 г. – печели награда „Джон Естън Кук“ за южна литература, за „The Guns of the South“
- 1994 г. – печели награда Хюго за най-добър роман, за „Down in the Bottomlands“
- 1995 г. – номиниран за наградата Sidewise Award for Alternate History, за „The Two Georges“
- 1995 г. – номиниран за наградата Sidewise Award for Alternate History, за „Must and Shall“
- 1996 г. – номиниран за награда Хюго за най-добра кратка повест, за „Must and Shall“
- 1996 г. – номиниран за награда Небюла за най-добра кратка повест, за „Must and Shall“
- 1996 г. – номиниран за наградата Sidewise Award for Alternate History, за серията „Worldwar“
- 1998 г. – печели наградата Sidewise Award for Alternate History, за „How Few Remain“
- 1998 г. – печели наградата Sidewise Award for Alternate History, за „Ruled Britannia“

На 1 август 1998 г. е провъзгласен за почетен полковник на Кентъки, докато е почетен гост на Ривъркон 23 в Луизвил, Кентъки. Изпълнява ролята на тостмайстор на Чикон 2000 (Уърлдкон 58).
Има три дъщери: Алисън, Рейчъл и Ребека.

## „Майсторът на алтернативната история“
Често Търтълдоув бива наричан „майсторът на алтернативната история“. Известен е в този жанр както със създаването на оригинални сценарии, като например оцеляването на Византийската империя или нападение на извънземни по време на Втората световна война, така и със свежо и оригинално третиране на теми, описвани от много други автори, като например победа на Юга през Гражданската война в САЩ, или победа на нацистка Германия във Втората световна война.
Често срещана в произведенията на Търтълдоув тема е реалистичното изобразяване на войната от гледната точка на обикновените войници. Войниците на Търтълдоув са изобразени обикновено със симпатия, макар и никак не безкритично – същият образ, който в едни обстоятелства извършва отблъскващи жестокости, при други се показва способен на състрадание и милост. Такива са дори войниците, които се бият на страната на несъмненото зло в произведението, като нацистка Германия и многобройните ѝ аналози в произведенията на Търтълдоув. В тях във войната винаги са замесени и цивилни, които са повлияни от нея не по-малко от войниците на бойното поле.
Дори откровени архизлодеи, като замесените в геноцид, никога не са свеждани в книгите на Търтълдоув до простички клишета. В някои от сериите му читателят може да проследи, стъпка по стъпка, от книга на книга, как по начало достойният герой тръгва надолу по наклонената плоскост, за да достигне до извършване на масови убийства.
В един пасаж от серията му „Darkness“ неговият герой се промъква дегизиран в лагера на враговете си, които до този момент е познавал само като жестоки подтисници. С изненада той забелязва, че помежду си те се държат точно както се държат помежду си неговите другари, и отбелязва, че „никой не е злодей в собствените си очи“. (Това не го спира да продължи да воюва с тях и да ги убива.) Вероятно този пасаж отразява отношението на самия автор.
Книгите на Търтълдоув са почти винаги написани в трето лице, и всезнаещият автор често присъства до степен, типична повече за романите от 19 век, отколкото за повечето съвременни литературни произведения. Търтълдоув често обяснява подробно на читателя подробностите около историческа, лингвистична или технологична тема, които касаят сцената, но не са известни на героя-разказвач. Също така, той често критикува героите си за демонстрирани от тях предразсъдъци, или поддаване на пропагандно влияние; критиките обикновено започват с: „Дори не му/й минаваше през ума, че...“.
Когато диалогът на героите се води на друг език, представен чрез английския, Търтълдоув се старае да предаде усещането за оригинала, независимо дали е истински или измислен език. Например, говорещите на френски герои казват вместо „Прав си“ „Ти имаш смисъл“ – буквален превод от френски. В серията „Darkness“ каунианците, когато говорят на своя език (описван като изключително прецизен), винаги се обръщат един към друг във всяко изречение на разговора си с „Мой дядо“, „Моя внучке“, или какъвто е видът на връзката им.
Много от произведенията на Търтълдоув са дълги цикли, разказани от гледната точка на много герои, които преминават през едно и също бедствие (най-често голяма война), и чиито паралелни изживявания и случайни срещи и сблъсъци един с друг рисуват мащабна картина. Още повече реализъм внася навикът на Търтълдоув понякога да убие герой, от чиято гледна точка се разкрива действието – понякога симпатичен и привлекателен, с който читателят се асоциира, и понякога в напълно безсмислен или случаен инцидент. (Това често се случва в истинските войни и в реалния живот, но много рядко в литературата.)
Подобна техника е използвана в научната фантастика от Джон Брънър в романа „Stand on Zanzibar“.

## Списък на книгите и поредиците

### „Елабон“
- „Wereblood“ (1979) – под псевдонима Ерик Иверсон
- „Werenight“ (1979) – под псевдонима Ерик Иверсон
- „Prince of the North“ (1994)
- „King of the North“ (1996)
- „Fox and Empire“ (1998)

### Серията„Videssos“
Фентъзи-серия за свят, подобен на Византийската империя.
- Цикълът „Videssos“
  - „The Misplaced Legion“: Един от легионите на Юлий Цезар е прехвърлен в свят с магии. (1987)
  - „An Emperor for the Legion“ (1987)
  - „The Legion of Videssos“ (1987)
  - „The Swords of the Legion“ (1987)
- Цикълът „Tale of Krispos“
  - „Krispos Rising“ (1991)
  - „Krispos of Videssos“ (1991)
  - „Krispos the Emperor“ (1994)
- Серията „Time of Troubles“
  - „The Stolen Throne“ (1995)
  - „Hammer and Anvil“ (1996)
  - „The Thousand Cities“ (1997)
  - „Videssos Besieged“ (1998)
- „The Bridge of the Separator“ (2005)

### Сериите„Worldwar“и„Colonization“
Научна фантастика / Алтернативна истоия – Извънземни нападат по време на Втората световна война.
- Четирилогията „Worldwar“
  - „In the Balance“ (1994)
  - „Tilting the Balance“ (1995)
  - „Upsetting the Balance“ (1996)
  - „Striking the Balance“ (1996)
- Трилогията „Colonization“
  - „Second Contact“ (1999)
  - „Down to Earth (2000)
  - “Aftershocks" (2001)
- „Homeward Bound“ (2004)

### Серията„Southern Victory“, или„Timeline-191“
Алтернативна история – Югът е спечелил Американската гражданска война: серията описва какво се случва през следващото столетие. (Състои се от няколко по-малки серии и няма официално наименование.)
- „How Few Remain“ (1997)
- Трилогията „Great War“
  - „American Front“ (1998)
  - „Walk in Hell“ (1999)
  - „Breakthroughs“ (2000)
- Трилогията „American Empire“
  - „Blood and Iron“ (2001)
  - „The Center Cannot Hold“ (2002)
  - „The Victorious Opposition“ (2003)
- Четирилогията „Settling Accounts“
  - „Return Engagement“ (2004)
  - „Drive to the East“ (2005)
  - „The Grapple“ (2006)
  - „In at the Death“ (expected in 2007)

### Серията„Darkness“
Фентъзи-серия за световна война между нациите, в която се използва като оръжие магията. Много от елементите на сюжета са аналогични на елементи от Втората световна война, с държави и технологии, които са сравними със събитията от реалния свят. Стилът на писане е подобен на този в „Southern Victory“.
- „Into the Darkness“ (1999)
- „Darkness Descending“ (2000)
- „Through the Darkness“ (2001)
- „Rulers of the Darkness“ (2002)
- „Jaws of the Darkness“ (2003)
- „Out of the Darkness“ (2004)

### Серията„War Between the Provinces“
Фентъзи-версия на Американската гражданска война, обърната наопаки. Индустриализираният юг воюва със земеделския север за белокожите и руси роби.
- „Sentry Peak“ (2000)
- „Marching Through Peachtree“ (2001)
- „Advance and Retreat“ (2002)

### Серията„Hellenic Traders“
Историческа фантастика за двама братовчеди, които са пътуващи търговци из Средиземноморието през четвърти век преди нашата ера. Написана е под псевдонима Х. Н. Търтълтауб.
- „Over the Wine Dark Sea“ (2001)
- „The Gryphon's Skull“ (2002)
- „The Sacred Land“ (2003)
- „Owls to Athens“ (2004)

### Серията„Crosstime Traffic“
Серия, базирана на допускането, че е възможно пътуване между паралелни вселени. За юноши. Написана политически коректно.
- „Gunpowder Empire“ (2003)
- „Curious Notions“ (2004)
- „In High Places“ (2006)
- „The Disunited States of America“ (2006)
- „The Gladiator“ (2007)

### Серията„Pacific War“
Алтернативна история – Японците са спечелили инициативата през Втората световна война, окупирайки Хаваите.
- „Days of Infamy“ (2004)
- „End of the Beginning“ (2005)

### Самостоятелни книги
- „Agent of Byzantium“ (1987) – Специалният агент на Византийската империя Базил Аргирос е изпращан на различни мисии. Действието се развива в алтернативна вселена, в която Византия не е рухнала.
- „A Different Flesh“ (1988) – набор свързани помежду си разкази, развиващи се от 17 до 20 век, във вселена, в която предците на американските индианци; никога не са стигали до Новия свят, и там живее Homo erectus.
- „Noninterference“ (1988)
- „Kaleidoscope“ (1990) – сборник разкази
- „A World Of Difference“ (1990) – В тази алтернативна история четвъртата планета от Слънчевата система е по-голяма и се нарича Минерва вместо Марс. Космическата капсула „Викинг“ през 1970 г. изпраща обратно само една снимка – на извънземно същество, което размахва тояга – преди да престане да работи. Съвместна мисия на СССР и САЩ е изпратена, за да изследва планетата.
- „Earthgrip“ (1991)
- „The Guns of the South“ (1992) Алтернативна история: В Гражданската война на САЩ армията на Юга е снабдена с автомати АК-47 от южноафрикански расисти, владеещи пътуване във времето.
- „The Case of the Toxic Spell Dump“ (1993) – агентът на Агенцията за защита на околната среда Дейвид Фишер се бори с магически сили в магически еквивалент на Лос Анджелис от края на 20 век. По следите им той открива токсично бунище на заклинания, където се пазят опасни остатъци от индустриални магии.
- „Departures“ (1993) – сборник разкази
- „Down in the Bottomlands“ (1993) – В края на миоцена Средиземно море остава сухо чак до днешни дни. Сухото морско дъно е огромен каньон, в който има национален парк, и главният герой трябва да спре злодеи да не взривят Гибралтарския провлак и да залеят областта.
- „The Two Georges“ (1995) Алтернативна история / мистерия, в съавторство с Ричард Драйфус. Действието се развива през 1996 г. в алтернативно време, в което Американската революция е била мирно избягната. Картината, която изобразява съюза между Северна Америка и Британия е открадната от терористи, и служителите на Кралската Северноамериканска Конна Полиция трябва да го открият, преди да бъде унищожено.
- „Thessalonica“ (1997) – Ранни християни в гръцкия град Солун се справят с нашественици-варвари както на физическо, така и на метафизично ниво.
- „Between the Rivers“ (1998) – Развива се в еквивалент на древна Месопотамия. Градове-държави, управлявани от различни богове, се борят за доминация.
- „Justinian“ (1998) – под псевдонима Х. Н. Търтълтауб.
- „Household Gods“ (1999) – в съавторство с Джудит Тар. Научна фантастика / алтернативна история: Съвременна юристка се оказва в Римската империя по времето на Марк Аврелий.
- „Counting Up, Counting Down“ (2002) – сборник разкази
- „Ruled Britannia“ (2002) Алтернативна история: Испанската армада покорява Англия и Уилям Шекспир e принуден да напише пиеса за Филип II Испански. В същото време той тайно пише пиеса за нелегалната английска съпротива.
- „In the Presence of Mine Enemies“ (2003) Алтернативна история – проследява живота на семейство, което тайно изповядва юдаизма, след победа на нацистите във Втората световна война.
- „Conan of Venarium“ (2004) – Произведение за Конан Варваринът, което страда от решението на Търтълдоув да го постави в самото начало на кариерата на Конан, нейната повратна точка, и да насочи развитието на главния герой в посока, несъвместима с канона на Робърт Хауърд.
- „Every Inch a King“ (2005) Акробат става крал на малка държава.
- „Fort Pillow“ (2006)
- „Beyond the Gap“ (2007)